# Palazzo dei Cerretani
Il palazzo dei Cerretani si trova a Firenze in piazza dell'Unità Italiana 1-2, sull'angolo con piazza della Stazione. 

## Storia e descrizione

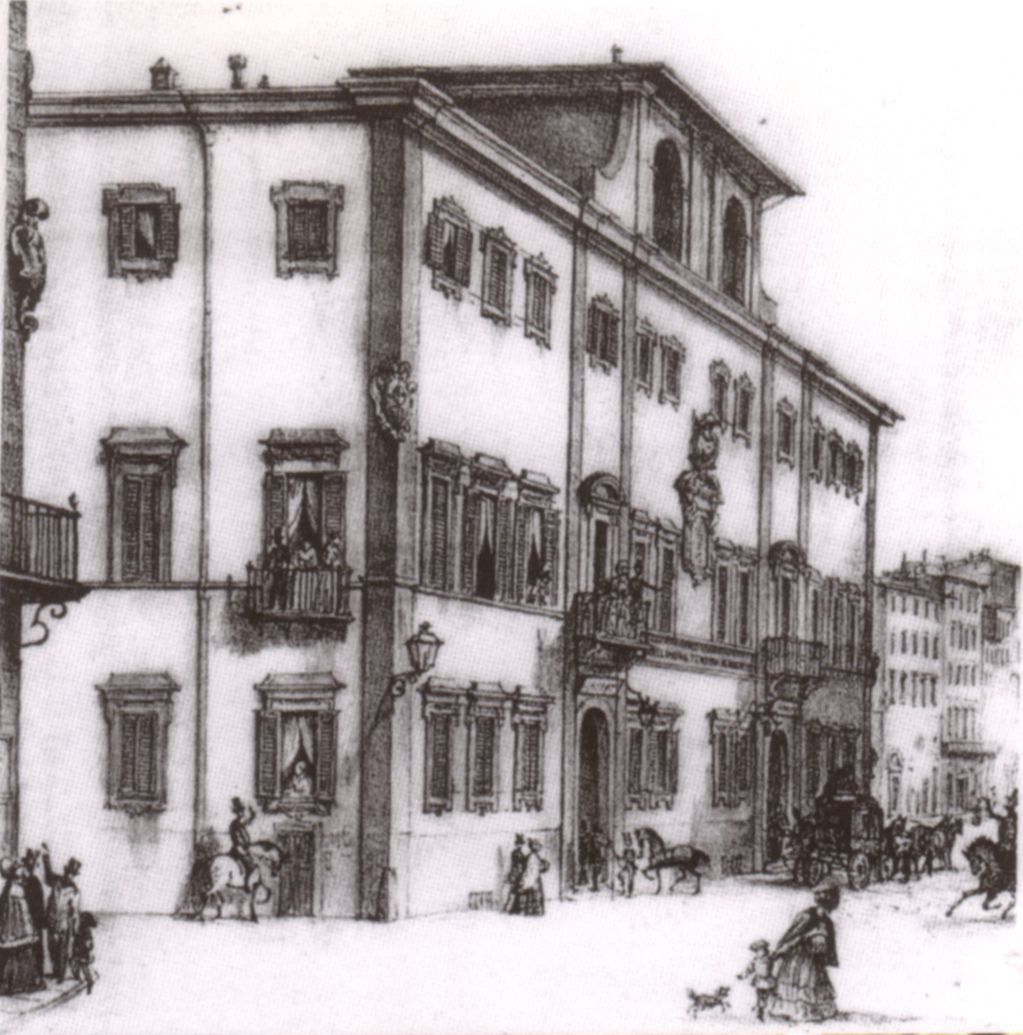
L'aspetto del palazzo in una stampa d'epoca prima della ricostruzione

Il palazzo appartenne ai Baglioni nel 1555, poi fu ampliato dai Lucalberti, dai Federighi, dai Della Scarpa. 
Si alternarono poi gli Scarfì (o Carfì), proprietari di case nel Popolo di San Pancrazio e, nel 1648, i Cerretani, che lo fecero ingrandire per cui ancora oggi è legato al loro nome.
Nel grande salone del palazzo si trovano alcuni affreschi: il soffitto col Giudizio di Paride e il palco della galleria Il convegno di Federico Barbarossa e di papa Alessandro III, a Venezia, nel 1178, opere del 1743 di Vincenzo Meucci.
Nel 1802, con l'estinzione della famiglia Cerretani, il palazzo passò ai Gondi, i quali lo cedettero poi al sindaco Ubaldino Peruzzi per le Strade Ferrate Romane. Il palazzo fu pesantemente restaurato nel 1937, quando l'intera zona venne ridisegnata per creare piazza della Stazione e piazza dell'Unità Italiana. 
Attualmente appartiene alla Regione Toscana, alla quale è stato ceduto nel 2005 e dove si trovano, oltre a vari uffici del Consiglio e della Giunta, la Biblioteca della Giunta e quella dell'Identità Toscana, che costituiscono la Biblioteca Pietro Leopoldo. In esso si svolgono anche mostre fotografiche e varie iniziative.